# Al-Samh ibn Málik al-Jawlani
Al-Samh ibn Málik al-Jawlani, al-Samh ibn Malik al-Khawlani o al-Samh (en árabe, السمح بن مالك الخولاني), hijo de Abd al-Malik,  fue el quinto valí de al-Ándalus del 719 al 721, enviado directamente por el califa Umar II.Destacó por sus dotes de administrador, construyó el canal y puente de Córdoba y realizó incursiones bélicas por que llegaron a Narbona y Tolosa en Francia.
A mediados del 719, al-Samh inició con retraso la campaña militar anual y cruzó por vez primera los Pirineos. Atacó Narbona que resistió. El valí pasó ese invierno en la provincia. Al año siguiente, al-Samh continuó con el ataque y conquistó finalmente Narbona, donde los defensores fueron pasados a cuchillo. El valí estableció en la ciudad una guarnición de soldados electos. Las ciudades vecinas de Besiers, Lodève, Agde y Magalona se sometieron o fueron tomadas en las siguientes semanas aunque Nimes resistió.
En 721, al-Samh partió de Narbona con destino a Carcasona. Las murallas de esta ciudad ofrecían la perspectiva de una larga resistencia y el valí buscaba conquistas o un buen botín. Lo cierto es que dejó Carcasona y avanzó hacia Tolosa que pertenecía al reino de los francos. Tras un sitio de al menos dos meses, asaltó la ciudad en el mes de junio, pero se cree que justo en ese momento llegaron las fuerzas reunidas por Odón que le derrotaron. Al-Samh murió en combate el 9 de junio de 721.
Los soldados proclamaron en el mismo lugar de los hechos a Abd ar-Rahman ibn Abd Allah al-Gafiqi como nuevo valí de Hispania.

## Talia
Las principales "olas" sucesivas (talia) de llegada de soldados musulmanes a al-Ándalus tuvieron lugar con el ejército de Musa, los contingentes llegados con al-Samh y los soldados sirios de Balŷ, estos últimos divididos en yunds.